# Joaquim José Mendanha
Joaquim José Mendanha o Joaquim José de Mendanha (Ouro Preto, 1801 - Porto Alegre, 2 de septiembre de 1885) fue un músico y profesor brasileño.
Tocó en la antigua Capilla de la Corte Carioca pero fue despedido como consecuencia de la reducción del número de músicos tras el regreso del Rey João VI a Portugal. Se trasladó joven a Río Grande del Sur y, en la época de la Revolución Farroupilha, ya dirigía la banda del II Batallón de Infantería de Marina comandado por el coronel Guilherme Lisboa, que fue capturado por los farrapos en un combate en Río Pardo el 30 de abril de 1839, permaneciendo como rehén hasta el año siguiente. 
Entretanto, habría sido el autor del Himno Farroupilha, hoy himno Riograndense, compuesto por encargo de Bento Gonçalves. Basó la composición del himno en un vals de Strauss.
Llegado a Porto Alegre después de este episodio, se estableció como músico profesional y tomó alumnos llegando a ser muy respetado. Ênio de Freitas e Castro lo considera la figura central de la música en la capital de Río Grande del Sur a mediados del siglo XIX. Dirigía bandas y orquestas, componía obras sacras para iglesias y profanas para ceremonias cívicas e impartía clases. También dirigió los grupos musicales que amenizaban las fiestas de sociedad. Dirigió los coros de la Iglesia de los Dolores y de la Antigua Matriz, así como las solemnes celebraciones en honor del Conde de Caxias (cuando ofreció un Te Deum propio) y la inauguración del Teatro São Pedro. Fundó cuatro sociedades musicales: Sociedade Musical Pôrto-alegrense, União Musical Brasileira, Musical Rio-grandense y Musical 7 de Setembro. 
Fue comendador de la Orden Imperial de la Rosa, pero no le gustaba que le llamasen así por sus ideas liberales, prefiriendo que le llamasen «maestro».